# Pedro Moreno (actor)
Pedro Moreno (San Antonio de los Baños, Cuba, 14 de setembre de 1980) és un actor i model cubà que resideix a Miami. En total, ha participat en més de 24 telenovel·les, entre les quals destaquen El rostro de Analía i Amor descarado.

## Biografia
Nascut a Cuba, en la infantesa Moreno tenia de passatemps el beisbol i vivia plàcidament. D'afegitó, desitjava fer món i especialment visitar els llocs on transcorrien els films que consumia amb avidesa. Era ingenu respecte de les implicacions que tenia el règim comunista al país, però de més gran se n'adonaria i el rebutjaria. Així, a la joventut —les dades aportades per les fonts van dels 15 als 20 anys— i havent començat a estudiar Enginyeria Industrial a la Ciutat Universitària José Antonio Echeverría, va decidir d'emigrar als Estats Units d'Amèrica per tal de conèixer la realitat més enllà de Cuba i tornar-se actor. Va aconseguir mudar-se a Miami, doncs, creuant el tram marítim en bot amb els seus pares després de dos intents en què van ser interceptats. Allà, abans de poder dedicar-se a la interpretació, va haver de guanyar-se la vida treballant en un local McDonald's.
El 2008, es va casar amb la xef cubanoestatunidenca Bárbara Estévez, amb qui té tres fills. El 2017, va adoptar formalment la més gran, de nom Alessandra, que és fruit d'una relació anterior d'Estévez.

## Carrera professional
Malgrat que va començar fent d'extra a telenovel·les, el seu debut televisiu com a tal va ser el 2002 al xou d'impacte Protagonistas de novela. Entre el 2003 i el 2004 li seguiria la telenovel·la Amor descarado, i aquell mateix any va ser contractat a Colòmbia per a prendre part en les produccions de Telemundo La mujer en el espejo y La viuda de Blanco. També va ser considerat un dels 25 hòmens llatinoamericans més bonics per la revista People.
Més tard, el 2011, va participar en la telenovel·la Sacrificio de mujer de Venevisión com a Braulio Valdés, i es va incorporar a Televisa amb treballs com Una familia con suerte, en què fa d'Enzo Rinaldi (pare de Mónica Rinaldi). El 2013, es va integrar a l'elenc del melodrama Corona de lágrimas als darrers capítols gràcies al productor José Alberto Castro i va participar en la quarta temporada del xou de dansa Mira quién baila d'Univisión i en la telenovel·la Cosita linda de Venevisión amb el rol antagònic d'Olegario Pérez i acompanyat de la veneçolana Scarlet Gruber.
En canvi, el 2014 va protagonitzar la reversió de Voltea pa' que te enamores com el personatge de Rodrigo Karam i juntament amb María Elena Dávila, i va presentar la vuitena temporada de Nuestra Belleza Latina. L'any següent, va coprotagonitzar Amor de barrio amb Renata Notni, Mane de la Parra i Ale García.
Finalment, del 2015 fins a l'actualitat ha treballat en diverses telenovel·les, com ara com a antagonista novament a Tres veces Ana, però també a films, com ara La hora de Salvador Romero. Per a acabar-ho d'adobar, el mateix 2015 va debutar en el teatre musical a la reestrena de l'obra Mame a Mèxic com a Beauregard.

## Filmografia

### Telenovel·les
- Amor dividido (2022) - Amaury Ramirez[19]
- La desalmada (2021) - El Caimán[20]
- Contigo sí (2021) - Josué Gutiérrez[21]
- Me declaro culpable (2017-2018) - Julián Soberón
- Tres veces Ana (2016-2017) - Iñaki Nájera[22]
- Amor de barrio (2015) - Raúl Lopezreina Cisneros
- Hasta el fin del mundo (2015) - Ranku
- Voltea pa' que te enamores (2014) - Rodrigo Karam
- Cosita linda (2013-2014) - Olegario Pérez
- Corona de lágrimas (2012-2013) - Juez Julián Corona
- Una familia con suerte (2011-2012) - Enzo Rinaldi
- Sacrificio de mujer (2011) - Braulio Valdes
- El rostro de Analía (2008-2009) - Cristóbal Colón
- Dame chocolate (2007) - José Gutiérrez
- La viuda de Blanco (2006-2007) - Querubín
- La mujer en el espejo (2004-2005) - Nino Arrebato
- Amor descarado (2003-2004) - Rubén García

### Programes de televisió
| Any  | Títol                   | Rol               |
| ---- | ----------------------- | ----------------- |
| 2002 | Protagonistas de novela | Participant       |
| 2002 | Chat                    | Presentador       |
| 2003 | Los teens               | Méndez            |
| 2010 | Último aviso            | Mirador de Vaughn |
| 2013 | Mira quién baila        | Competidor        |
| 2014 | Nuestra Belleza Latina  | Presentador       |
| 2018 | Reto 4 elementos        | Competidor        |

### Cinema
| Any  | Títol                      | Paper           |
| ---- | -------------------------- | --------------- |
| 2010 | Loving the Bad Man         | Manny           |
| 2010 | Hunted by Night            | Noi             |
| 2015 | Morir soñando              | Vincent         |
| 2016 | Jesús de Natzaret          | Tomàs           |
| 2017 | La hora de Salvador Romero | Salvador Romero |

## Teatre
| Any  | Títol                 | Paper                               |
| ---- | --------------------- | ----------------------------------- |
| 2015 | Broadway Musical Mame | Beauregard Jackson Pickett Burnside |

## Reconeixements
| Any  | Reconeixement           | Organització                             |
| ---- | ----------------------- | ---------------------------------------- |
| 2015 | Trajectòria com a actor | Associació Nacional de Locutors de Mèxic |
| 2016 | Trajectòria artística   | Galeria Plaza de las Estrellas           |